# ناصر البناي
ناصر فهد محمد البناي، نائب سابق في مجلس الأمة الكويتي.
شارك في انتخابات مجلس الأمة الكويتي 1981 في الدائرة الرابعة عشر، وحصل على المركز الخامس برصيد 224 صوت وخسر الانتخابات ، وشارك في انتخابات مجلس الأمة الكويتي 1985 في الدائرة الرابعة عشر، وحصل على المركز الثاني برصيد 774 صوت وفاز بالانتخابات ، وشارك في انتخابات مجلس الأمة الكويتي 1992 في الدائرة الرابعة عشر، وحصل على المركز الرابع برصيد 476 صوت وخسر الانتخابات ، وشارك في انتخابات مجلس الأمة الكويتي 1996 في الدائرة الرابعة عشر، وحصل على المركز الخامس برصيد 493 صوت وخسر الانتخابات.